# Vršni kvark
Vršni kvark (engl. top quark), takođe poznat kao t kvark (simbol: t) ili kvark istine, najmasivniji je od svih uočenih elementarnih čestica. Kao i svi kvarkovi, gornji kvark je fermion sa spinom 1/2, i doživljava sve četiri fundamentalne interakcije: gravitaciju, elektromagnetizam, slabe interakcije i jake interakcije. On ima električni naboj +2/3 e, i masu od 173,0 ± 0,4 GeV/c2, što je približno ista masa kao atom renijuma. Antičestica vršnog kvarka je vršni antikvark (simbol: t, koji se ponekad naziva i antivršni kvark ili jednostavno antitop), koji se od njega razlikuje samo po tome što neka od njegovih svojstava imaju jednaku veličinu ali suprotan znak.
Vršni kvark prvenstveno deluje jakom interakcijom, ali se može raspadati samo pomoću slabe sile. On se raspada do W bozona i bilo dubinskog kvarka (najčešće), stranog kvarka ili, u retkim prilikama, donjeg kvarka. Standardni model predviđa da je njegov srednji životni vek do oko 5×10−25 s. Ovo je oko dvadesetine vremenskog okvira za snažne interakcije, i stoga on ne formira hadrone, što fizičarima pruža jedinstvenu priliku da prouče „goli” kvark (svi ostali kvarkovi se hadronizuju, što znači da se kombinuju sa drugim kvarkovima i stvaraju hadrone, i mogu se posmatrati samo kao takvi). Pošto je tako masivan, svojstva vršnog kvarka omogućavaju predviđanje mase Higsovog bozona pod određenim proširenjima Standardnog modela (pogledajte masu i spajanje na Higsovom bozonu ispod). Kao takav, detaljno se proučava kao sredstvo za razlikovanje između konkurentskih teorija.
Njegovo postojanje (i postojanje dubinskog kvarka) postulirali su 1973. godine Makoto Kobajaši i Tošihide Maskava da bi objasnili uočena CP narušavanja pri kaonskom raspadu, a otkriven je 1995. godine CDF  i  eksperimentima u Fermilabu. Kobajaši i Maskava su dobili su Nobelovu nagradu za fiziku za 2008. godine za predviđanje postojanja vršnog i dubinskog kvarka, koji zajedno čine treću generaciju kvarkova.

## Istorija
Godine 1973, Makoto Kobajaši i Tošihide Maskava su predvideli postojanje treće generacije kvarkova da bi objasnili uočena CP narušavanja pri kaonskom raspadu. Nazive vršni i dubinski je uveo Hejm Harari 1975. godine, tako da odgovaraju imenima prve generacije kvarkova (gornji i donji) odražavajući činjenicu da su ova dva bila „gornja” i „donja” komponenta slabog izospinskog dubleta. Vrhšni kvark se u prošlosti ponekad nazivao kvark istine, ali s vremenom je naziv vršni kvark preovladao u upotrebi.
Predlog Kobajašija i Maskave se uveliko oslanjao na GIM mehanizam koji su predložili Šeldon Glašou, Džon Iliopulos i Lučijano Majani, čime je predviđeno postojanje tada još neuočenog čarobnog kvarka. (Drugi kvark druge generacije, strani kvark, već je bio otkriven 1968. godine). Kada su u novembru 1974. godine timovi u Brukhavenskoj nacionalnoj laboratoriji (BNL) i Stanfordskom linearno akceleratorskom centeru (SLAC) istovremeno objavili otkriće J/ψ mezona, on je ubrzo bio identifikovan kao vezano stanje nedostajućeg c kvarka sa njegovim antikvarom. Ovo otkriće je omogućilo da GIM mehanizam postane deo Standardnog modela. Sa prihvatanjem GIM mehanizma, predviđanja Kobajašija i Maskave takođe su stekla veću kredibilnost. Njihov argument je bio dodatno ojačan otkrićem tau leptona zaslugom Martin Luis Perlovog tima na SLAC-u između 1974. i 1978. godine. Tau je najavio treću generaciju leptona, narušavajući novu simetriju leptona i kvarkova uvedenu GIM mehanizmom. Obnavljanje simetrije podrazumevalo je postojanje petog i šestog kvarka.
Zapravo nije prošlo dugo dok peti, dubinski kvark, nije otkrio tim E288 eksperimenta, pod vodstvom Leona Ledermana u Fermilabu 1977. godine. To je snažno sugerisalo da mora postojati i šesti, vršni kvark, čime se kompletira par. Bilo je poznato da je ovaj kvark teži od dubinskog, te da je potrebno više energije u sudarima čestica, ali opšte očekivanje je bilo da će šesti kvark uskoro biti pronađen. Međutim, trebalo je još 18 godina da se potvrdi postojanje vršnog kvarka.
Rane potrage za vršnim kvarkom u laboratorijama SLAC i DESY (u Hamburgu) nisu bile uspešne. Kada je početkom osamdesetih godina Super protonski sinhrotron (SPS) u CERN-u otkrio W i Z bozone, ponovo se osetilo da je otkriće vršnog kvarka neminovno. Mada je SPS dobio konkurenciju od Tevatrona u Fermilabu, još uvek nije bilo traga od nedostajuće čestice. Grupa iz CERN-a je objavila da masa vršnog kvarka mora biti najmanje 41 GeV/c2. Nakon trke između CERN-a i Fermilaba za otkrivanje vršnog kvarka, akcelerator u CERN-u je dosegao svoja ograničenja bez stvaranja ijednog vršnog kvarka, potisnuvši donju granicu mase ovog kvarka do 77 GeV/c2.
Tevatron je bio (do početka rada LHC-a u CERN-u 2009. godine) jedini hadronski sudarač dovoljno moćan da proizvodi vršne kvarkove. Da bi moglo da se potvrdi buduće otkriće, kompleksu je dodat drugi detektor, DØ detektor (pored već postojećeg detektora sudarača u Fermilabu (CDF)). U oktobru 1992. godine dve grupe su našle svoj prvi nagoveštaj postojanja vršnog kvarka, sa jednim događajem formiranja koji je izgledalo da sadrži taj kvark. U narednim godinama prikupljeno je više dokaza i dana 22. aprila 1994. godine, grupa CDF objavila je svoj rad prezentujući preliminarne dokaze o postojanju vršnog kvarka mase oko 175 GeV/c2. U međuvremenu, DØ nije pronašao dodatnu evidenciju. Godinu dana kasnije, dana 2. marta 1995, nakon što je prikupljena dodatna evidencija i ponovo analizirani DØ podaci (koji su proizašli iz potrage za mnogo lakšim vršnim kvarkom), dve grupe su zajedno objavile otkriće vršnog kvarka mase 176±18 GeV/c2.
U godinama koje su prethodile otkriću vršnog kvarka, ustanovljeno je da su određena precizna merenja masa i sprega elektroslabog vektorskog bozona vrlo senzitivna na vrednost mase vršnog kvarka. Ovi efekti postaju mnogo veći za veće vrednosti vršne mase i zato se može indirektno videti vršni kvark, mada nije bilo moguće da se on direktno otkrije eksperimentima u to vreme. Najveći efekat mase vršnog kvarka bio je na parametru T i do 1994. tačnost tih indirektnih merenja dovela je do predviđanja da će masa vršnog kvarka biti između 145 GeV/c2 i 185 GeV/c2. Razvoj tehnika koje su ultimatno omogućile takve precizne proračune dovele su do toga da su Gerard 't Hoft i Martinus Veltman osvojili Nobelovu nagradu za fiziku 1999. godine.

## Literatura
- Frank Fiedler; for the D0; CDF Collaborations (jun 2005). „Top Quark Production and Properties at the Tevatron”. arXiv:hep-ex/0506005 .
- L. Lederman (1978). „The Upsilon Particle”. Scientific American. 239 (4): 72—81. Bibcode:1978SciAm.239d..72L. doi:10.1038/scientificamerican1078-72.
- R. Nave. „Quarks”. HyperPhysics. Georgia State University, Department of Physics and Astronomy. Приступљено 29. 6. 2008.
- A. Pickering (1984). Constructing Quarks. University of Chicago Press. стр. 114—125. ISBN 978-0-226-66799-7.
- M.S. Sozzi (2008a). „Parity”. Discrete Symmetries and CP Violation: From Experiment to Theory. Oxford University Press. стр. 15–87. ISBN 978-0-19-929666-8.
- M.S. Sozzi (2008b). „Charge Conjugation”. Discrete Symmetries and CP Violation: From Experiment to Theory. Oxford University Press. стр. 88–120. ISBN 978-0-19-929666-8.
- M.S. Sozzi (2008c). „CP-Symmetry”. Discrete Symmetries and CP Violation: From Experiment to Theory. Oxford University Press. стр. 231–275. ISBN 978-0-19-929666-8.
- C. Amsler;  . (2008). Particle Data Group. „Review of Particle Physics”. Physics Letters B. 667 (1): 1—1340. Bibcode:2008PhLB..667....1P. doi:10.1016/j.physletb.2008.07.018.
- S.S.M. Wong (1998). „Nucleon Structure”. Introductory Nuclear Physics (2nd изд.). New York (NY): John Wiley & Sons. стр. 21–56. ISBN 978-0-471-23973-4.
- W.E. Burcham, M. Jobes (1995). Nuclear and Particle Physics (2nd изд.). Longman Publishing. ISBN 978-0-582-45088-2.
- R. Shankar (1994). Principles of Quantum Mechanics (2nd изд.). New York (NY): Plenum Press. ISBN 978-0-306-44790-7.
- J. Steinberger (1989). „Experiments with high-energy neutrino beams”. Reviews of Modern Physics. 61 (3): 533—545. Bibcode:1989RvMP...61..533S. doi:10.1103/RevModPhys.61.533.
- K. Gottfried, V.F. Weisskopf (1986). „Hadronic Spectroscopy: G-parity”. Concepts of Particle Physics. 2. Oxford University Press. стр. 303—311. ISBN 978-0-19-503393-9.
- J.W. Cronin (1980). „CP Symmetry Violation—The Search for its origin” (PDF). The Nobel Foundation.
- V.L. Fitch (1980). „The Discovery of Charge—Conjugation Parity Asymmetry” (PDF). The Nobel Foundation.
- S.W. Herb; Hom, D.; Lederman, L.; Sens, J.; Snyder, H.; Yoh, J.; Appel, J.; Brown, B.; Brown, C.; Innes, W.; Ueno, K.; Yamanouchi, T.; Ito, A.; Jöstlein, H.; Kaplan, D.; Kephart, R.;  . (1977). „Observation of a Dimuon Resonance at 9.5 Gev in 400-GeV Proton-Nucleus Collisions”. Physical Review Letters. 39 (5): 252—255. Bibcode:1977PhRvL..39..252H. doi:10.1103/PhysRevLett.39.252.
- J.J. Aubert; Becker, U.; Biggs, P.; Burger, J.; Chen, M.; Everhart, G.; Goldhagen, P.; Leong, J.; McCorriston, T.; Rhoades, T.; Rohde, M.; Ting, Samuel; Wu, Sau; Lee, Y.;  . (1974). „Experimental Observation of a Heavy Particle J”. Physical Review Letters. 33 (23): 1404—1406. Bibcode:1974PhRvL..33.1404A. doi:10.1103/PhysRevLett.33.1404.
- J.E. Augustin; Boyarski, A.; Breidenbach, M.; Bulos, F.; Dakin, J.; Feldman, G.; Fischer, G.; Fryberger, D.;  . (1974). „Discovery of a Narrow Resonance in e+e− Annihilation”. Physical Review Letters. 33 (23): 1406—1408. Bibcode:1974PhRvL..33.1406A. doi:10.1103/PhysRevLett.33.1406.
- M. Gell-Mann (1964). „A Schematic of Baryons and Mesons”. Physics Letters. 8 (3): 214—215. Bibcode:1964PhL.....8..214G. doi:10.1016/S0031-9163(64)92001-3.
- Ahmad, Ishfaq (1965). „the Interactions of 200 MeV π± -Mesons with Complex Nuclei Proposal to Study the Interactions of 200 MeV π± -Mesons with Complex Nuclei” (PDF). CERN documents. 3 (5).
- G. Gamow (1988) [1961]. The Great Physicists from Galileo to Einstein (Reprint изд.). Dover Publications. стр. 315. ISBN 978-0-486-25767-9.
- E. Wigner (1937). „On the Consequences of the Symmetry of the Nuclear Hamiltonian on the Spectroscopy of Nuclei”. Physical Review. 51 (2): 106—119. Bibcode:1937PhRv...51..106W. doi:10.1103/PhysRev.51.106.
- H. Yukawa (1935). „On the Interaction of Elementary Particles” (PDF). Proc. Phys. Math. Soc. Jap. 17 (48).
- W. Heisenberg (1932). „Über den Bau der Atomkerne I”. Zeitschrift für Physik (на језику: немачком). 77: 1—11. Bibcode:1932ZPhy...77....1H. doi:10.1007/BF01342433.
- W. Heisenberg (1932). „Über den Bau der Atomkerne II”. Zeitschrift für Physik (на језику: немачком). 78 (3–4): 156—164. Bibcode:1932ZPhy...78..156H. doi:10.1007/BF01337585.
- W. Heisenberg (1932). „Über den Bau der Atomkerne III”. Zeitschrift für Physik (на језику: немачком). 80 (9–10): 587—596. Bibcode:1933ZPhy...80..587H. doi:10.1007/BF01335696.
- Glashow, S. L.; Iliopoulos, J.; Maiani, L. (1970). „Weak Interactions with Lepton-Hadron Symmetry”. Physical Review D. 2 (7): 1285—1292. Bibcode:1970PhRvD...2.1285G. doi:10.1103/PhysRevD.2.1285.
- Bobra, M. (2005). „Logbook: J/ψ particle”. Symmetry Magazine. 2 (7): 34.
- Yao, W.-M. (Particle Data Group);  . (2006). „Review of Particle Physics: Naming Scheme for Hadrons” (PDF). Journal of Physics G. 33: 108. Bibcode:2006JPhG...33....1Y. arXiv:astro-ph/0601168 . doi:10.1088/0954-3899/33/1/001.